# Keith Fullerton Whitman
Keith Fullerton Whitman (Somerville, 29 maggio 1973) è un musicista statunitense di musica elettronica e ambient-drone.
Ha adoperato diversi nomi d'arte durante la propria carriera, fra questi il più noto è Hrvatski ("croato" in lingua croata), che risente influenze drum and bass e IDM.

## Biografia
Whitman fu membro di numerose formazioni negli anni novanta, inclusi El-Ron, The Liver Sadness, Sheket/Trabant, The Finger Lakes e Gai/Jin. Whitman ora gestisce "Mimaroglu Music Sales", un sito specializzato nella vendita di album di musica sperimentale. Dopo aver studiato computer music al Berklee College of Music, e pubblicato i suoi primi album nelle edizioni di un giornale accademico (adoperando il nome d'arte "ASCIII"), Whitman pubblicò i suoi album seguenti in etichette quali Planet Mu, Kranky Records e Carpark Records. Nel 2002 è uscito Playthroughs, considerato il ventitreesimo album ambient migliore di sempre da Pitchfork. Il suo album live Lisbon è considerato uno dei capolavori della musica elettroacustica.

## Discografia parziale

### A proprio nome
- 21:30 for Acoustic Guitar... CD (Apartment B, 2001)
- Playthroughs CD (Kranky, 2002)
- Dartmouth Street Underpass CD (Locust Music, 2003)
- Antithesis LP (Kranky, 2004)
- Schöner Flußengel LP (Kranky, 2004)
- Multiples CD (Kranky, 2005)
- Twenty Two Minutes for Electric Guitar CD (Entschuldigen, 2005)
- Yearlong CD (con Greg Davis) (Carpark, 2005)
- Lisbon CD (Live) (Kranky 2006)
- Taking Away Cass. (Digitalis Ltd. 2009)
- Generator Cass. (Root Strata 2011)
- Generators LP (Editions Mego 2012)
- Occlusions LP (Editions Mego 2012)
- Live Occlusions (1) Cass, (Protracted View 2013)
- Live Occlusions (2) Cass, (Protracted View 2013)

### Hrvatski
- Okapi Tracks (mp3.com, 1999)
- Oiseaux 96-98 (Reckankreuzungsklankewerkzeuge, 1999)
- Swarm and Dither (Planet Mu, 2002)
- Untitled 7" (Planet Mu, 2002)
- Irrevocably Overdriven Break Freakout Megamix (Entschuldigen, 2005)